# Minitab
Minitabは、1972年にペンシルベニア州立大学の当時研究員だったBarbara F. Ryan、Thomas A. Ryan、Jr.、Brian L. Joinerにより開発された統計ソフトウェア、及び、開発会社名である。
Minitabは、アメリカ国立標準技術研究所の統計解析ソフトウェアであるOMNITABの軽量版として始まった。（OMNITABは、1986年に文書が出版されたが、以来開発の進展がない））
Minitabは、Minitab Incによって販売されている。Minitab Incの本社はステートカレッジ (ペンシルベニア州)にあり、コヴェントリー(Minitab Ltd.)、パリ(Minitab SARL) 、シドニー(Minitab Pty.)に支社を構えている。
現在は、シックス・シグマや能力成熟度モデル統合など統計的工程改善手法の分野にて活用されている。
Minitab Incは、Minitab 17を補完するように、他にも3つの製品、Quality Trainer、Companion by Minitab、Minitab Workspace を提供している。。Quality Trainerは、品質改善に寄与する統計手法とその概念を習得できるeラーニング教材である。Minitab 17とも連携できるため、同時にその操作も習得することができる。Companion by Minitab は、Minitabのデータをプロジェクトマネジメントに活用しシックス・シグマやリーン生産方式を管理するための統合ツールである。